# Юнатан Аугустінссон
Юнатан Аугустінссон (швед. Jonathan Augustinsson; 30 березня 1996, Стокгольм, Швеція) — шведський футболіст, лівий захисник клубу «Русенборг».

## Клубна кар'єра
Разом із старшим братом Людвігом тренувався в академії клубу «Броммапойкарна». У грудні 2014 року був переведений у старшу команду, в якій і дебютував 19 квітня 2015 року в грі проти  «АФК Юнайтед» (1:1), зігравши за сезон у 16 матчах другого дивізіону Швеції.
15 лютого 2016 року перейшов у «Юргорден», з яким підписав чотирирічний контракт. У березні 2018 року продовжив свій контракт до 2021 року і в тому ж сезоні виграв з командою Кубок Швеції.

## Виступи за збірні
2015 року провів один матч за юнацьку збірну Швеції до 19 років.

## Титули і досягнення
- Володар Кубка Швеції (1):

«Юргорден»: 2017–18
- Чемпіон Швеції (1):

«Юргорден»: 2019

## Особисте життя
Старший брат, Людвіг Аугустінссон, також футболіст, гравець збірної Швеції і теж виступає на позиції правого захисника.